# Piz de Puez
Le Piz de Puez (Puezspitzen en allemand) est une montagne des Dolomites comprenant deux sommets, dans le Tyrol du Sud. Le sommet oriental est le point culminant du groupe du Puez, à 2 913 m, tandis que le sommet occidental se situe à 2 909 m.